# کوسکو ۸۲۷۹
سیارک ۸۲۷۹ (به انگلیسی: 8279 Cuzco، نامگذاری:1991PN7) هشت هزار و دویست و هفتاد و نهمین سیارک کشف شده‌است که در ۶ اوت ۱۹۹۱ کشف شد.
قدر مطلق سیارک برابر ۳۷.۱ است.